# Spoorlijn Gisors-Boisgeloup - Pacy-sur-Eure
De Spoorlijn Gisors-Boisgeloup - Pacy-sur-Eure was een Franse spoorlijn van Gisors naar Pacy-sur-Eure. De lijn was 55,4 km lang en heeft als lijnnummer 339 000.

## Geschiedenis
Het gedeelte tussen Gisors-Boisgeloup en Vernon werd aangelegd door MM Claverie et Desroches en geopend in twee gedeeltes, van Gisors-Boisgeloup naar Vernonnet op 15 juli 1869 en Vernonnet naar Vernon, inclusief spoorbrug over de Seine op 15 mei 1870. Het tracé van Vernon naar Pacy-sur-Heure werd aangelegd door de Compagnie du chemin de fer d'Orléans à Châlons en geopend op 5 mei 1873.
Personenvervoer werd in twee gedeeltes opgeheven in 1939 en 1940. Goederenvervoer op het zuidelijke gedeelte tussen Vernon en Pacy-sur-Heure werd kort daarna opgeheven in 1941. Na het opblazen van de spoorbrug over de Seine in 1944 was er tussen Gansy en Vernonnet nog goederenverkeer tot 1 juli 1964. Tussen Gisors-Boisgeloup en Gansy nog tot 28 januari 1990.

## Aansluitingen
In de volgende plaatsen is of was er een aansluiting op de volgende spoorlijnen:
Gisors-Boisgeloup
RFN 342 000, spoorlijn tussen Gisors-Embranchement en Pont-de-l'Arche
Vernon
RFN 340 000, spoorlijn tussen Paris-Saint-Lazare en Le Havre
Pacy-sur-Heure
RFN 370 000, spoorlijn tussen Saint-Georges-Motel en Grand-Quevilly

## Galerij

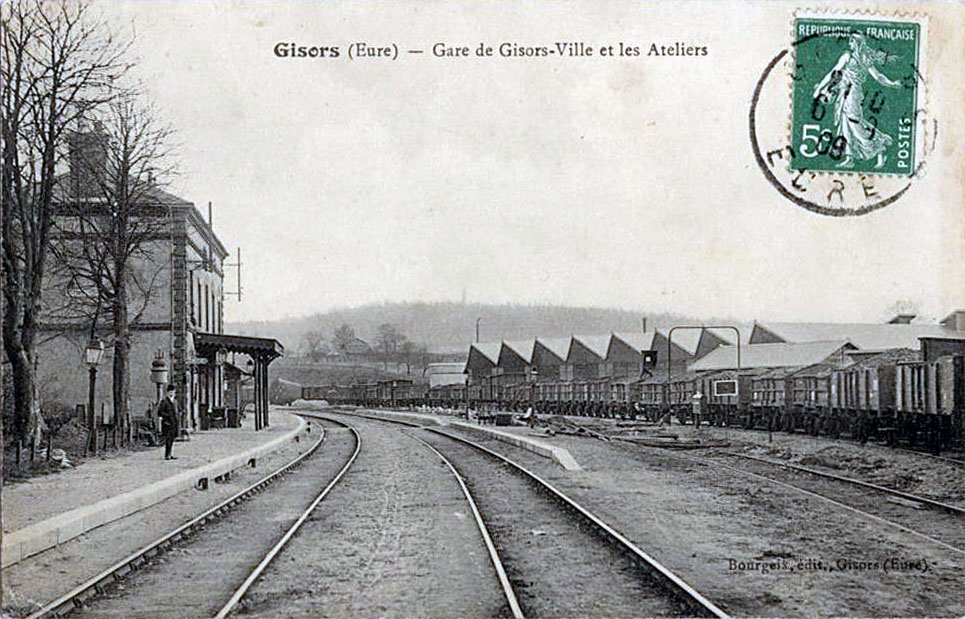
Station Gisors-Ville begin 20e eeuw
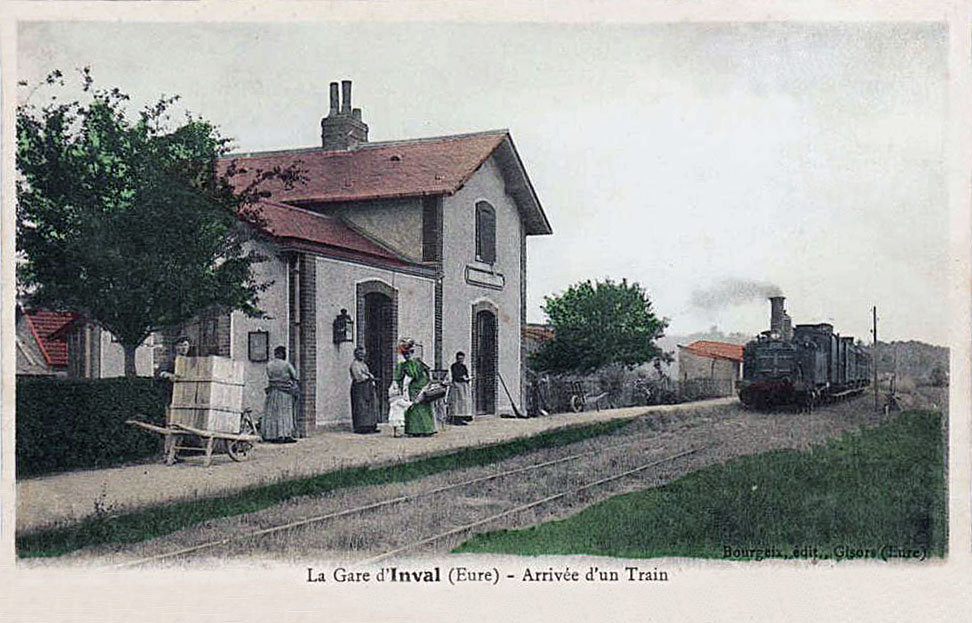
Station Inval begin 20e eeuw
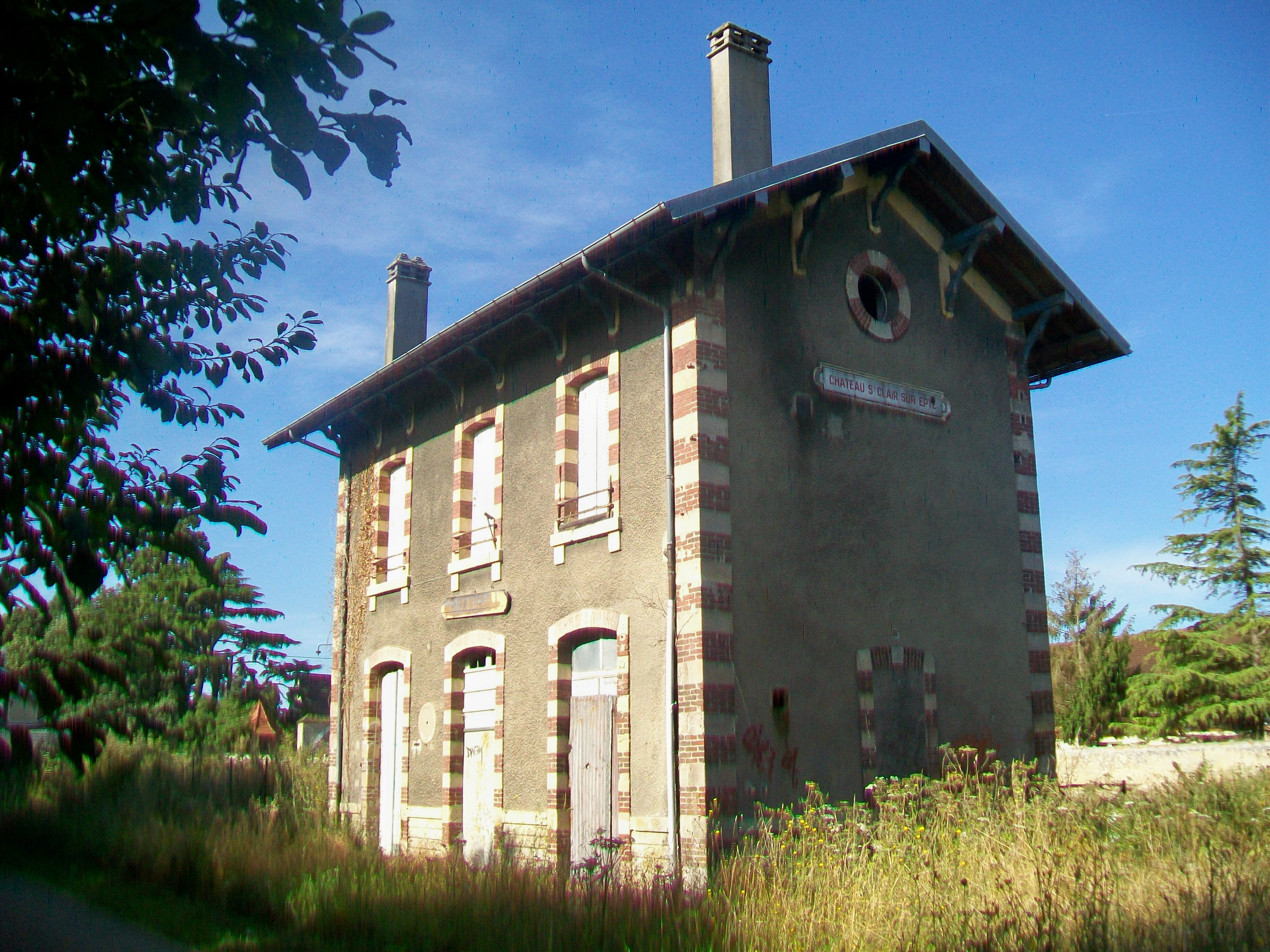
Voormalig station Château - Saint-Clair-sur-Epte in 2012
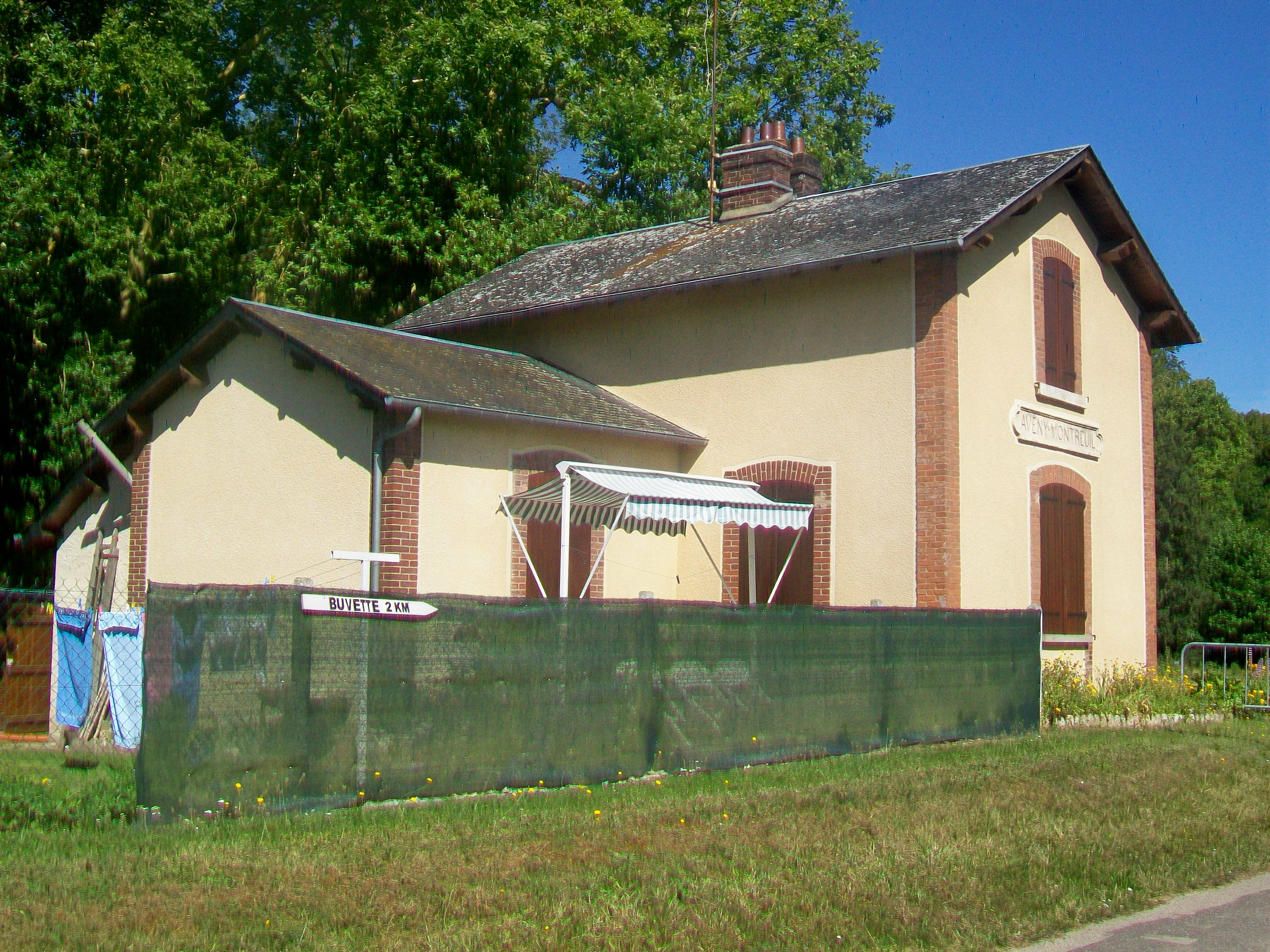
Voormalige halte Aveny - Montreuil in 2012